# Sendeanlagen auf dem Großen Feldberg
Auf dem Großen Feldberg im Taunus (Hochtaunus) – nahe Ober- bzw. Niederreifenberg im Gemeindegebiet von Schmitten im hessischen Hochtaunuskreis – befinden sich mehrere Sendeanlagen für Fernsehen und Radio sowie Amateurfunkdienst.

## Fernmeldeturm

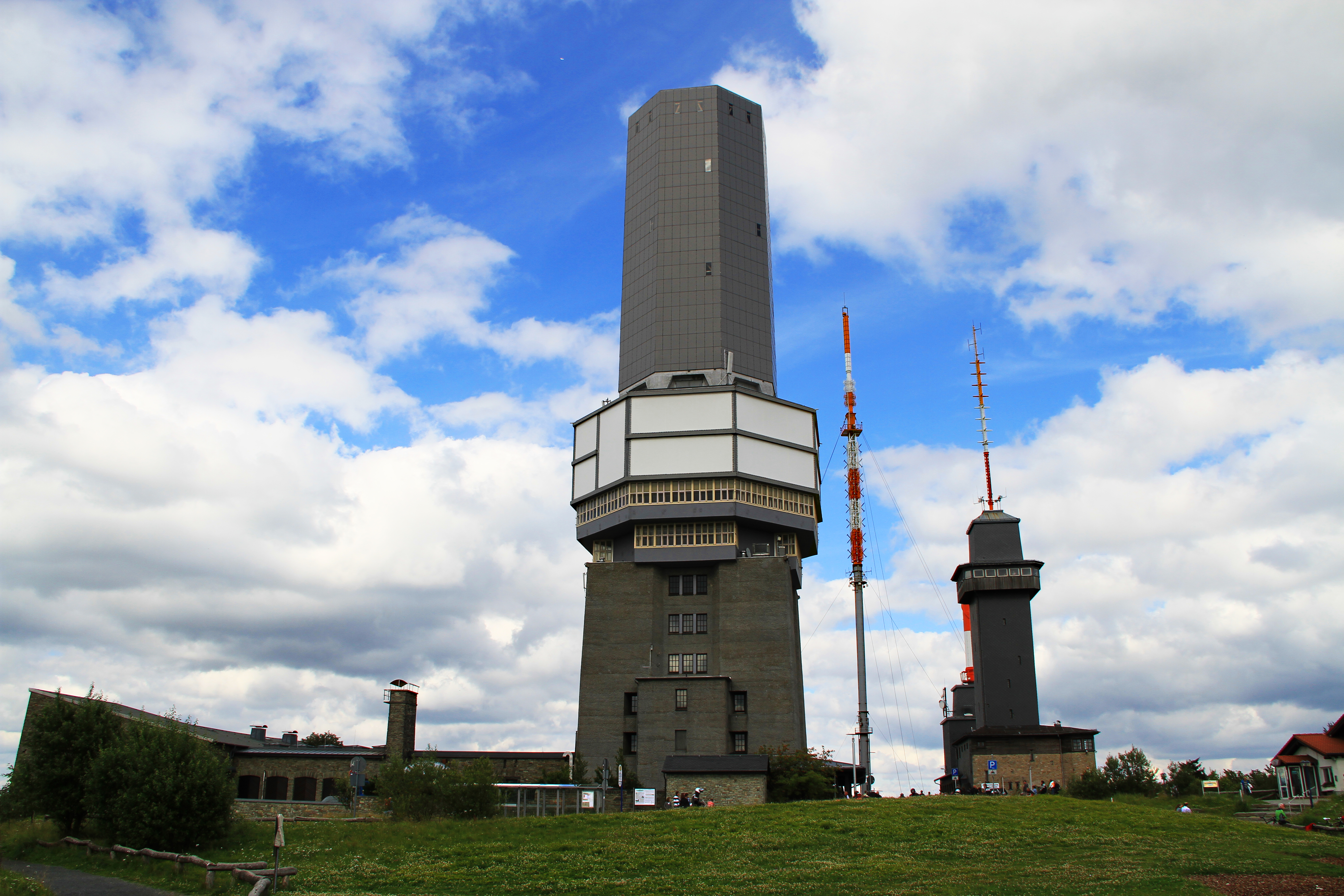
Von links nach rechts: Fernmeldeturm, hr-Rohrmast und Aussichtsturm, ganz rechts der Feldberghof

1937 wurde auf dem Großen Feldberg (879 m ü. NHN) ein Fernmeldeturm aus einem Stahlbetonunterbau und einem Holzaufbau errichtet, der ursprünglich als Fernsehsendeturm dienen sollte und im Zweiten Weltkrieg militärisch genutzt wurde. 1945 wurde der Turm nach Bombentreffern fast vollständig zerstört. Der Wiederaufbau erfolgte 1950/51 in veränderter Form. Seit 1987 steht er wegen seiner einzigartigen Konstruktion unter Denkmalschutz. Die Antenne der ehemaligen UKW-Radio- bzw. UHF-TV-Sendeanlage auf dem Fernmeldeturm Großer Feldberg wurde 2007 abgebaut.
Die Deutsche Funkturm (DFMG), eine Tochtergesellschaft der Deutschen Telekom, ist Eigentümerin des Turmes, betrieben wird er durch die T-Systems, ebenfalls eine Tochter der Deutschen Telekom.
Hier wurden bis zur Umstellung auf DAB-T/DVB-T Hit Radio FFH (105,9 MHz mit 100 kW) und AFN (98,7 MHz mit 60 kW) im Radiobereich in Rundstrahlung horizontal sowie ZDF (Kanal 34 mit 500 kW) und hr Fernsehen (Kanal 54 mit 500 kW) ebenfalls in Rundstrahlung horizontal ausgestrahlt.

## Aussichtsturm

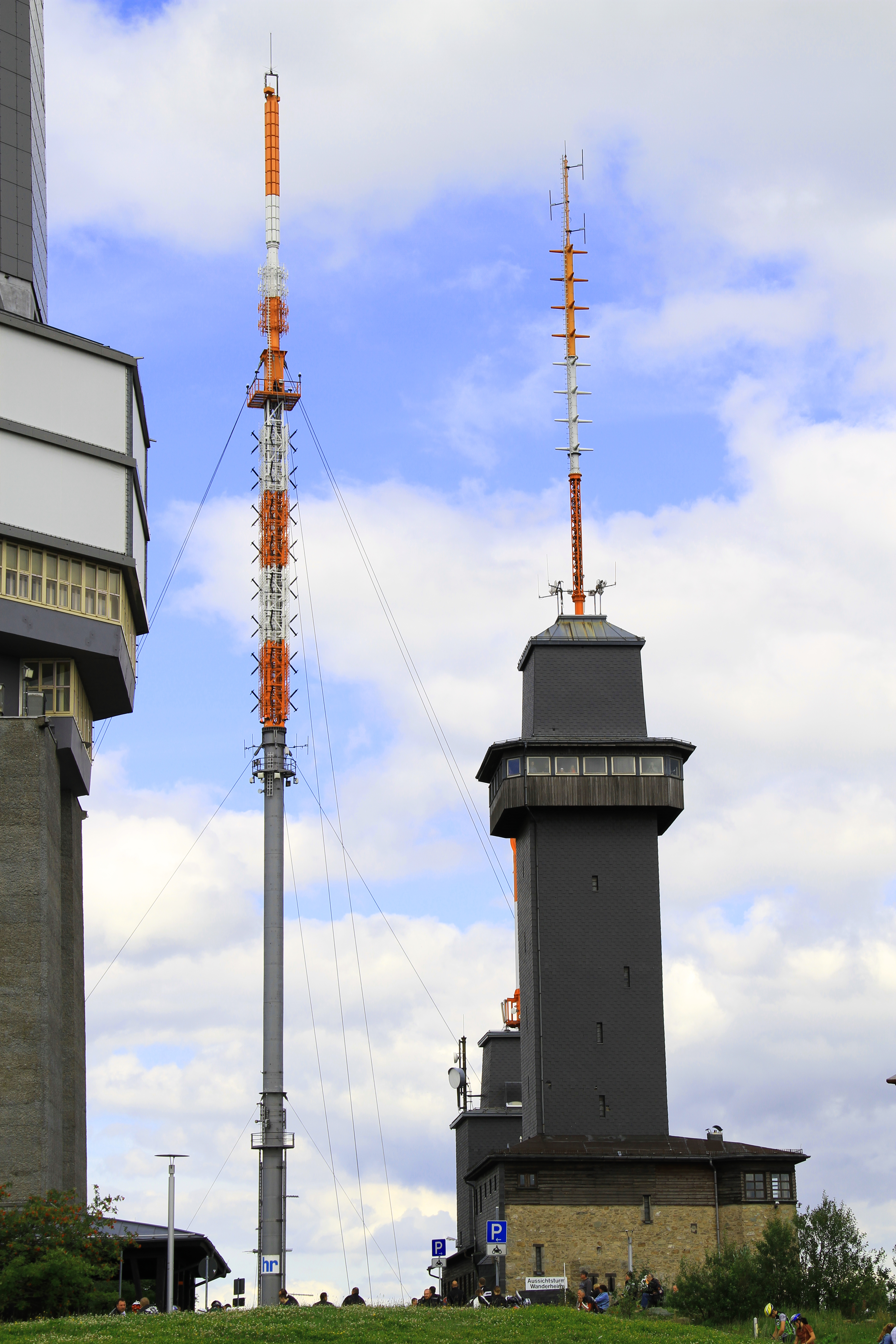
Aussichtsturm auf dem Großen Feldberg, links davon der Sendemast des hr

Der 1902 vom Taunusklub errichtete Aussichtsturm wurde 1943 von einem deutschen Militärflugzeug im dichten Nebel gerammt und brannte dabei vollständig aus. 1949 baute der Hessische Rundfunk den Turm, mit auf seiner Spitze befindlichem Antennenträger für die UKW-Frequenz, wieder auf. Der Antennenträger ist heute eine Reserveanlage.

## hr-Rohrmast
Als höchstes Bauwerk existiert auf dem Großen Feldberg ein 116,17 m hoher, abgespannter Rohrmast des Hessischen Rundfunks für die Verbreitung von Radio- und Fernsehprogrammen.
Als T-Systems noch die Sendeanlage am Fernmeldeturm betrieb, wurden die hr-UKW-Programme, sowie Das Erste (Kanal 08 mit 100 kW in Rundstrahlung und horizontaler Polarisation) vom hr-Rohrmast ausgestrahlt.
Am 4. Oktober 2004 wurde hier mit DVB-T-Ausstrahlungen zusammen mit zwei anderen Standorten im Rhein-Main-Gebiet begonnen. Seit der DVB-T-Umstellung in den restlichen Teilen Hessens am 29. Mai 2006 werden sämtliche Rundfunkdienste, sei es Fernsehen oder Radio, vom hr-Rohrmast ausgestrahlt. Aufgrund der nun höheren Antennenposition wurde die effektive Strahlungsleistung von AFN von vorher 60 kW auf 50 kW horizontale Rundstrahlung verringert.
Am 18. Januar 2017 übergab AFN die Frequenz 98,7 MHz, auf der über 50 Jahre lang die zahlreichen amerikanischen Militärstandorte im Rhein-Main-Gebiet und im Raum Gießen/Wetzlar versorgt worden waren, an den Deutschlandfunk. Dieser ist dadurch erstmals flächendeckend in der Region auf UKW empfangbar. AFN ist seitdem nur noch in Wiesbaden über den Sender Mainz-Kastel für die in der Nähe befindlichen Militäranlagen zu hören (s. AFN Wiesbaden).
Neben den Rundfunkanlagen befindet sich auch eine Antenne der Deutschen Flugsicherung auf der Mastspitze.

## hr-Gebäude

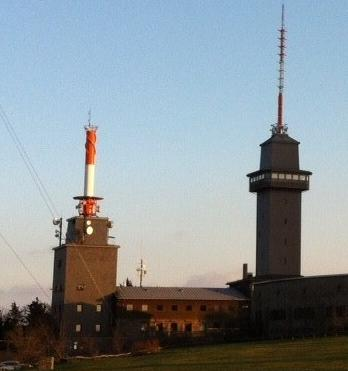
hr-Gebäude (links) neben Aussichtsturm (rechts) 2015

Zwischen dem hr-Rohrmast und dem Aussichtsturm befindet sind das Gebäude des Hessischen Rundfunks mit Sendersaal und Weichenraum. Das Gebäude trägt einen Reserve-Mast.

## Frequenzen und Programme

### Analoges Radio (UKW)
Das erste UKW-Hörfunkprogramm im Rhein-Main-Gebiet startete hier. 1952 wurde auf 89,3 MHz mit 10 kW ERP das damalige hr Frankfurt bzw. Erste Programm gesendet. Ein weiteres Programm, damals Zweites Programm genannt (das heutige hr2-kultur), lief damals ebenfalls mit 10 kW ERP auf 93,3 MHz. 1954 sendete das Erste Programm mit 60 kW ERP auf 88,5 MHz, das Zweite Programm lief dann auf 92,1 MHz ebenfalls mit 60 kW ERP. Alle Frequenzen liefen damals, wie auch die heutigen, in horizontaler Rundstrahlung.
Beim Antennendiagramm sind im Falle gerichteter Strahlung die Hauptstrahlrichtungen in Grad angegeben.
| Frequenz (MHz) | Programm        | RDS PS                | RDS PI                | Regionalisierung | ERP (kW) | Antennendiagramm rund (ND)/gerichtet (D) | Polarisation horizontal (H)/vertikal (V) |
| -------------- | --------------- | --------------------- | --------------------- | ---------------- | -------- | ---------------------------------------- | ---------------------------------------- |
| 94,4           | hr1             | __hr1___ 1)           | D361                  | –                | 100      | ND                                       | H                                        |
| 96,7           | hr2-kultur      | __hr2___ 1)           | D362                  | –                | 100      | ND                                       | H                                        |
| 89,3           | hr3             | __hr3___ 1)           | D363                  | –                | 100      | ND                                       | H                                        |
| 102,5          | hr4             | hr4_Sued, __hr4___ 1) | D864 (regional), D364 | Rhein-Main       | 100      | ND                                       | H                                        |
| 105,9          | Hit Radio FFH   | __FFH-F_, __FFH___    | D668 (regional), D368 | Rhein-Main       | 100      | ND                                       | H                                        |
| 98,7           | Deutschlandfunk | __Dlf___              | D210                  | –                | 60       | ND                                       | H                                        |

1) Manchmal dynamisch mit Sendungsinformationen, Musiktitelinformationen oder Webadressen
2) Dynamisch, teilweise mit Nachrichten

### Digitales Radio (DAB)
DAB beziehungsweise Digitales Mobiles Fernsehen (DMB) wird in vertikaler Polarisation und im Gleichwellenbetrieb (Single Frequency Network) mit anderen Sendern ausgestrahlt. DAB von Hessen Digital Radio im Band III VHF startete hier am 1. Januar 2001 und wurde bis 1. November 2001 nur von hier aus verbreitet.
| Block                     | Programme | ERP (kW) | Antennendiagramm rund (ND)/gerichtet (D) | Gleichwellennetz (SFN) |
| ------------------------- | --- | -------- | ---------------------------------------- | --- |
| 5C Deutschland (D__00188) | DAB+-Multiplex von Media Broadcast: - Absolut relax (72 kbps) - Dlf (104 kbps) - Dlf Kultur (112 kbps) - Dlf Nova (104 kbps) - DRadio DokDeb (48 kbps) - Energy Digital (72 kbps) - ERF Plus (64 kbps) - Klassik Radio (72 kbps) - Radio Bob (72 kbps) - Radio Horeb (48 kbps) - Radio Schlagerparadies (64 kbps) - Schwarzwaldradio (64 kbps) - sunshine live (72 kbps) - DRadio Daten (32 kbps Daten) - EPG Deutschland (16 kbps Daten) - TPEG (16 kbps Daten) - TPEG_MM (16 kbps Daten)             | 5        | D (60°)                                  | - Baden-Württemberg: Aalen, Baden-Baden (Fremersberg), Bad Mergentheim, Blauen, Brandenkopf, Donaueschingen, Feldberg im Schwarzwald, Freiburg (Vogtsburg-Totenkopf), Geislingen (Oberböhringen), Großerlach (Hohe Brach), Heidelberg (Königstuhl), Heilbronn (Schweinsberg), Hochrhein (Rickenbach), Hornisgrinde, Pforzheim (Schömberg-Langenbrand), Raichberg, Ravensburg (Höchsten), Reutlingen, Stuttgart (Frauenkopf), Ulm (Kuhberg) - Bayern: Amberg (Hirschau), Aschaffenburg (Pfaffenberg), Augsburg (Hotelturm), Bad Tölz (Gaißach), Balderschwang, Bamberg (Geisberg), Büttelberg, Brotjacklriegel, Dillberg, Grünten, Herzogstand, Hochberg (Traunstein), Hoher Bogen, Inntal (Ebbs), Ingolstadt (Gelbelsee), Kreuzberg/Rhön, Landshut (Altdorf), München (Olympiaturm), Nennslingen (Büchelberg), Nürnberg, Oberammergau, Ochsenkopf, Passau, Pfänder, Pfaffenhofen, Pfarrkirchen, Pfronten, Regensburg (Hohe Linie), Unterringingen, Untersberg, Wendelstein (Bayrischzell), Würzburg (Frankenwarte) - Berlin: Berlin (Alexanderplatz), Berlin (Scholzplatz) - Brandenburg: Bad Belzig, Booßen, Brandenburg/Havel, Calau, Casekow, Cottbus, Eberswalde (geplant), Eisenhüttenstadt, Neuruppin (geplant), Petkus, Pritzwalk, Templin - Bremen: Bremen (Walle), Bremerhaven-Schiffdorf - Hamburg: Hamburg (Moorfleet), Hamburg (Heinrich-Hertz-Turm) - Hessen: Bad Hersfeld (Rimberg), Biedenkopf (Sackpfeife), Fulda (Hummelskopf), Frankfurt (Europaturm), Gelnhausen (Schnepfenkopf), Gießen (Dünsberg), Großer Feldberg, Hardberg, Hohe Wurzel, Hoher Meißner, Kassel (Habichtswald), Mainz-Kastel - Mecklenburg-Vorpommern: Garz (Rügen), Güstrow, Malchin, Neubrandenburg-Süd, Neustrelitz (geplant), Rostock (Toitenwinkel), Röbel, Schwerin (Zippendorf-Gr.Dreesch), Torgelow, Wismar/Rüggow, Züssow - Niedersachsen: Aurich-Popens, Braunschweig (Broitzem), Braunschweig (Drachenberg), Cuxhaven-Stadt, Dannenberg, Göttingen (Bovenden-Osterberg), Hannover (Telemax), Lingen, Lüneburg-Neu Wendhausen, Molbergen-Peheim, Osnabrück (Bramsche-Schleptruper Egge), Hildesheim (Sibbesse), Steinkimmen, Uelzen, Visselhövede, Wilhelmshaven - Nordrhein-Westfalen: Aachen (Karlshöhe), Bergneustadt-Wiedenest (R), Bielefeld (Hünenburg), Bonn (Venusberg), Dortmund (Florianturm), Düsseldorf (Rheinturm), Eggegebirge, Herscheid, Hochsauerland (Hunau), Hürtgenwald-Großhau, Köln (Colonius), Langenberg, Lügde-Rischenau (Köterberg), Meschede (geplant), Minden (Jakobsberg), Münster (Fernmeldeturm), Schöppingen, Siegen-Süd, Wesel - Rheinland-Pfalz: Bad Kreuznach (Schanzenkopf), Bad Marienberg (Westerwald), Bornberg, Daun (Eifel), Edenkoben (Kalmit), Heckenbach-Schöneberg (Ahrweiler), Haardtkopf (geplant), Idar-Oberstein, Kaiserslautern, Kettrichhof, Koblenz (Kühkopf), Schnee-Eifel (geplant), Trier (Petrisberg) - Saarland: Merzig-Merchingen, Saarbrücken (Schoksberg) - Sachsen: Chemnitz, Dresden, Geyer, Leipzig, Löbau, Neustadt, Niederschöna (geplant), Oschatz, Schöneck, Zwickau Ost - Sachsen-Anhalt: Brocken, Burg, Dequede, Petersberg, Pettstädt (Weißenfels), Schneidlingen, Wittenberg - Schleswig-Holstein: Bungsberg, Bredstedt, Flensburg, Garding, Heide, Helgoland, Hennstedt, Itzehoe, Kiel (Kronshagen), Lübeck (Stockelsdorf), Schleswig, Niebüll (Süderlügum), Westerland (Sylt) - Thüringen: Bleßberg (Sonneberg), Erfurt-Hochheim, Gera, Inselsberg, Jena (Oßmaritz), Kulpenberg, Lobenstein (Sieglitzberg), Saalfeld (Remda), Weimar (Ettersberg) |
| 7B hr Radio (D__30122)    | DAB+-Multiplex des HR: - hr1 Rhein-Main (Süd) (88 kbps) - hr1 Nordhessen (Nord) (88 kbps) - hr1 Mittelhessen (Mitte) (88 kbps) - hr2 (136 kbps) - hr3 Rhein-Main (Süd) (88 kbps) - hr3 Nordhessen (Nord) (88 kbps) - hr3 Mittelhessen (Mitte) (88 kbps) - hr4 Rhein-Main (Süd) (88 kbps) - hr4 Nordhessen (Nord) (88 kbps) - hr4 Mittelhessen (Mitte) (88 kbps) - YOU FM (88 kbps) - hr-iNFO (88 kbps) - hr EPG (32 kbps) - hr journaline (32 kbps) - hr TPEG (32 kbps)                                | 5        | D (60°)                                  | - Nordhessen: Habichtswald, Hoher Meißner, Holzminden-Neuhaus, Haina/Hohes Lohr (geplant) - Osthessen: Heidelstein/Rhön, Kreuzberg, Rimberg, Schlüchtern, Bad Hersfeld (Wippershainer Höhe) (geplant) - Mittelhessen: Biedenkopf (Sackpfeife), Diez/Lahntal, Gießen (Dünsberg), Herborn-Burg, Driedorf/Höllberg (Westerwald), Hoherodskopf (Vogelsberg) (geplant) - Rhein/Main: Großer Feldberg (Taunus), Frankfurt (Europaturm), Gelnhausen (Schnepfenkopf), Hohe Wurzel, Mainz-Kastel - Südhessen: Darmstadt-Weiterstadt, Hardberg, Würzberg, Krehberg (Odenwald) (geplant) |
| 9B Antenne DE (D__00359)  | DAB-Block von Antenne Deutschland: - 80s80s (72 kbps) - 90s90s (72 kbps) - Absolut Bella (72 kbps) - Absolut Germany (72 kbps) - Absolut Hot (72 kbps) - Absolut Oldie (72 kbps) - Absolut Top 2000er (72 kbps) - AIDAradio (72 kbps) - Ballermann Radio (72 kbps) - Beats Radio (72 kbps) - Brillux Radio (72 kbps) - Nostalgie (72 kbps) - Oldie Antenne (72 kbps) - RTL Radio (72 kbps) - Rock Antenne (72 kbps) - Toggo Radio (72 kbps)                                                            | 5        | D                                        | - Baden-Württemberg: Aalen, Baden-Baden (Fremersberg), Heidelberg (Königstuhl), Heilbronn (Schweinsberg), Pforzheim (Schömberg-Langenbrand), Stuttgart (Frauenkopf) - Hessen: Fulda (Hummelskopf), Frankfurt (Europaturm), Gelnhausen (Schnepfenkopf), Gießen (Dünsberg), Großer Feldberg, Hardberg, Kassel (Habichtswald), Mainz-Kastel - Nordrhein-Westfalen: Aachen (Karlshöhe), Bonn (Venusberg), Dortmund (Florianturm), Düsseldorf (Rheinturm), Herscheid, Köln (Colonius), Langenberg, Münster (Fernmeldeturm), Siegen-Süd, Wesel - Rheinland-Pfalz: Bornberg, Koblenz (Kühkopf), Trier (Petrisberg) - Saarland: Saarbrücken (Schoksberg) |
| 12C DR Hessen (D__00207)  | DAB-Multiplex der Hessen Digital Radio: - Antenne Mainz (56 kbps) - Antenne Wiesbaden (56 kbps) - bigFM Hessen (72 kbps) - 80er Radio Harmony (80 kbps) - Hit Radio FFH (F) (80 kbps) - Hit Radio FFH (DA) (80 kbps) - planet radio (80 kbps) - Radio Bollerwagen (72 kbps) - Radio Darmstadt (64 kbps) - Radio Frankfurt (56 kbps) - Radio RheinWelle 92,5 (64 kbps) - Radio Rüsselsheim (64 kbps) - Radio Teddy (56 kbps) - Radio Vidovdan (72 kbps) - Radio X (64 kbps) - The Wolf Hessen (72 kbps) | 5        | D (80°)                                  | Großer Feldberg (Taunus), Frankfurt (Europaturm), Hardberg (Odenwald), Hohe Wurzel, Mainz-Kastel |

Der Handy-TV-Betreiber MFD hat die Lizenzen für DMB im Jahre 2008 zurückgegeben. Alle Projekte in Deutschland, diesen Standard betreffend wurden bis 2010 beendet. Für die Übertragung von Handy TV hat sich zunächst DVB-H, welches durch die EU-Kommission befürwortet wurde, durchgesetzt.

### Digitales Fernsehen

#### DVB-T
Die DVB-T-Ausstrahlungen vom Rohrmast des Hessischen Rundfunks laufen im Gleichwellenbetrieb mit anderen Sendestandorten. In ganz Hessen war dieses Sendernetz, als es am 4. Oktober und 6. Dezember 2004 schrittweise startete, das erste seiner Art. Die Ausstrahlung wurde am 29. März 2017 eingestellt.
| Kanal | Frequenz (MHz) | Multiplex                                                          | Programme im Multiplex | ERP (kW) | Antennendiagramm rund (ND)/ gerichtet (D) | Polarisation horizontal (H)/ vertikal (V) | Modulations- verfahren | FEC | Guard- intervall | Bitrate (MBit/s) | SFN |
| ----- | -------------- | ------------------------------------------------------------------ | --- | -------- | ----------------------------------------- | ----------------------------------------- | ---------------------- | --- | ---------------- | ---------------- | --- |
| 22    | 482            | ZDFmobil                                                           | - ZDF - 3sat - ZDFinfo - KiKA (06–21:00 Uhr)/ZDFneo (21–06:00 Uhr) | 50       | ND                                        | V                                         | 16-QAM (8-k-Modus)     | 2/3 | 1/4              | 13,271           | Großer Feldberg, Europaturm, Fernmeldeturm Hohe Wurzel, Rimberg (Knüll)                                                 |
| 34    | 578            | RTL Group Hessen                                                   | - RTL Television (Hessen) - RTL II - Super RTL - VOX | 50       | ND                                        | V                                         | 16-QAM (8-k-Modus)     | 2/3 | 1/4              | 13,271           | Großer Feldberg, Europaturm, Fernmeldeturm Hohe Wurzel                                                                  |
| 37    | 602            | ARD Digital (hr)                                                   | - Das Erste (hr) - Phoenix - arte - tagesschau24 | 50       | ND                                        | V                                         | 16-QAM (8-k-Modus)     | 2/3 | 1/4              | 13,271           | Großer Feldberg (Taunus), Europaturm (Frankfurt), Fernmeldeturm Hohe Wurzel (Taunus bei Wiesbaden), Würzberg (Odenwald) |
| 39    | 618            | ARD regional (hr) Rhein-Main                                       | - HR-Fernsehen - Bayerisches Fernsehen Nord (Franken) - SWR Fernsehen Rheinland-Pfalz - rbb Fernsehen Berlin | 50       | ND                                        | V                                         | 16-QAM (8-k-Modus)     | 2/3 | 1/4              | 13,271           | Großer Feldberg, Europaturm, Fernmeldeturm Hohe Wurzel                                                                  |
| 52    | 722            | Gemischt privat Rhein-Main (Media Broadcast, BetaDigital [Tele 5]) | - Tele 5 - ProSieben MAXX - RTL NITRO - QVC HbbTV-Dienste - multithek (Internet) - Bloomberg (Internet) - 1-2-3.tv interactiv (Internet) - Ampya (Internet) - Sonnenklar TV (Internet) - Hope Channel (Internet) - RiC TV (Internet) - BB-MV-LokalTV (Internet) - DAF (Internet) - QVC (Internet) - QVC Beauty (Internet) - QVC Plus (Internet) - SPIEGEL TV (Internet) - multithek radio (Internet) - ItsInTV (Internet) - NHK WORLD TV (Internet) - TecTimeTV (Internet) | 50       | ND                                        | V                                         | 16-QAM (8-k-Modus)     | 2/3 | 1/4              | 13,271           | Großer Feldberg, Europaturm, Fernmeldeturm Hohe Wurzel                                                                  |
| 54    | 738            | ProSiebenSat.1 Media Hessen                                        | - ProSieben - Sat.1 (Hessen/Rheinland-Pfalz) - kabel eins - N24 - Sixx | 50       | ND                                        | V                                         | 16-QAM (8-k-Modus)     | 2/3 | 1/4              | 13,271           | Großer Feldberg, Europaturm, Fernmeldeturm Hohe Wurzel                                                                  |
| 59    | 778            | DVB-T2 HD Media Broadcast, freenet TV                              | - ARD HD - ZDF HD - VOX HD (verschlüsselt) - RTL HD (verschlüsselt) - Sat.1 HD (verschlüsselt) - ProSieben HD (verschlüsselt) | 50       | ND                                        | V                                         | 64-QAM (32-k-Modus)    | 2/3 | 1/16             | 27,620           | Großer Feldberg, Europaturm, Fernmeldeturm Hohe Wurzel                                                                  |

#### DVB-T2HD
Am 31. Mai 2016 wurde mit der Ausstrahlung des Hochauflösenden DVB-T2 HD im Rhein-Main-Gebiet begonnen. Seit diesem Zeitpunkt können Das Erste, ProSieben, Sat.1, RTL, VOX und das ZDF über Antenne auf Kanal 59 mit 50 kW vom Feldberg in High Definition (HD) empfangen werden. Der Europaturm in Frankfurt am Main, sowie der Fernmeldeturm Hohe Wurzel in Wiesbaden, strahlen ebenfalls auf Kanal 59 das HD-Signal ab. Am 29. März 2017 ist der Regelbetrieb von DVB-T2 gestartet.
| Kanal | Frequenz (MHz) | Multiplex                                              | Programme im Multiplex | ERP (kW) | Antennendiagramm rund (ND)/ gerichtet (D) | Polarisation horizontal (H)/ vertikal (V) | Modulations- verfahren | FEC | Guard- intervall | Bitrate (MBit/s) | SFN |
| ----- | -------------- | ------------------------------------------------------ | --- | -------- | ----------------------------------------- | ----------------------------------------- | ---------------------- | --- | ---------------- | ---------------- | --- |
| 22    | 482            | ZDFmobil                                               | - ZDF HD - 3sat HD - ZDFinfo HD - KiKA HD - ZDFneo HD | 50       | ND                                        | V                                         | 64-QAM (16-k-Modus)    | 3/5 | 19/128           | 22               | Großer Feldberg (Taunus), Europaturm (Frankfurt), Hohe Wurzel (Taunus bei Wiesbaden), Darmstadt-Weiterstadt Darmbach, Rimberg (Knüll) |
| 25    | 506            | ProSiebenSat.1 Media Media Broadcast, freenet TV       | - ProSieben HD (verschlüsselt) - Sat.1 HD (Hessen/Rheinland-Pfalz) (verschlüsselt) - kabel eins HD (verschlüsselt) - Welt HD (verschlüsselt) - ProSieben Maxx HD (verschlüsselt) - Sat.1 Gold HD (verschlüsselt) - Sport1 HD (verschlüsselt) - Sixx HD (verschlüsselt) | 50       | ND                                        | V                                         | 64-QAM (32-k-Modus)    | 2/3 | 1/16             | 27,60            | Großer Feldberg, Europaturm, Hohe Wurzel, Darmstadt-Weiterstadt Darmbach                                                              |
| 31    | 554            | RTL Group Media Broadcast, freenet TV                  | - RTL HD (verschlüsselt) - RTL II HD (verschlüsselt) - Super RTL HD (verschlüsselt) - RTL Nitro HD (verschlüsselt) - n-tv HD (verschlüsselt) - VOX HD (verschlüsselt) - Tele 5 HD (verschlüsselt)                                                                      | 50       | ND                                        | V                                         | 64-QAM (32-k-Modus)    | 2/3 | 1/16             | 27,60            | Großer Feldberg, Europaturm, Hohe Wurzel, Darmstadt-Weiterstadt Darmbach                                                              |
| 34    | 578            | ARD regional (hr) Rhein-Main                           | - hr-fernsehen HD - Bayerisches Fernsehen Nord HD (Franken) - SWR Fernsehen HD Rheinland-Pfalz - NDR Fernsehen HD Niedersachsen - rbb Fernsehen HD Berlin | 50       | ND                                        | V                                         | 64-QAM (16-k-Modus)    | 3/5 | 19/128           | 22               | Großer Feldberg, Europaturm, Hohe Wurzel, Darmstadt-Weiterstadt Darmbach, Würzberg (Odenwald)                                         |
| 42    | 642            | ARD Digital (hr)                                       | - Das Erste HD - Phoenix HD - arte HD - tagesschau24 HD - one HD | 50       | ND                                        | V                                         | 64-QAM (16-k-Modus)    | 1/2 | 19/128           | 18,34            | Großer Feldberg, Europaturm, Hohe Wurzel, Darmstadt-Weiterstadt Darmbach, Rimberg                                                     |
| 47    | 682            | Gemischt privat Rhein-Main Media Broadcast, freenet TV | - DMAX HD (verschlüsselt) - Eurosport HD (verschlüsselt) - Nickelodeon HD (verschlüsselt) - Testbild (verschlüsselt) - Bibel TV HD - HSE24 HD - QVC HD - freenet info                                                                                                  | 50       | ND                                        | V                                         | 64-QAM (32-k-Modus)    | 2/3 | 1/16             | 27,60            | Großer Feldberg, Europaturm, Hohe Wurzel, Darmstadt-Weiterstadt Darmbach                                                              |

### Amateurfunk
Im alten Fernmeldeturm der DFMG und im Aussichtsturm des hr sind Amateurfunkrelais untergebracht. Die Relais werden unter Funkamateuren oft „2-m-Feldbergrelais“ oder „70-cm-Feldberg“ genannt. DB0FT wird vom Ortsverband Frankfurt Z05 des VFDB e. V. betrieben. Alle weiteren Amateurfunkrelais von der Taunus Relais Gruppe. Details der jeweiligen Anlagen auf dem Großen Feldberg sind auf deren Webseite veröffentlicht.
| Relaistyp               | Rufzeichen | Band          | Sonstiges |
| ----------------------- | ---------- | ------------- | --- |
| FM-Relais               | DB0FT      | 2 m + 70 cm   | Standort: DFMG, VHF FM-Relais, UHF-Multimoderelais (FM,C4FM) Wires-X verbunden mit Raum #41005 DL-HESSEN/RLP, DMR Brandmeister TG 26269 |
| FM-Relais               | DB0HRF     | 70 cm         | Standort: Aussichtsturm |
| FM-Kurzwellenrelais     | DF0MOT     | 10 m          | Standort: Aussichtsturm, Empfänger auf dem Kl. Feldberg (DB0MOT)                                                                        |
| Funkrufsender POCSAG    | DB0HRF     | 70 cm         | Standort: Aussichtsturm |
| Packet-Radio-Digipeater | DB0HRF     | 70 cm / 23 cm | Standort: Aussichtsturm |
| Digital-Relais          | DB0HRF     | 70 cm         | Standort: Aussichtsturm, D-STAR Digital Voice                                                                                           |
| Digital-Relais          | DB0HRF     | 23 cm         | Standort: Aussichtsturm, D-STAR Digital Voice                                                                                           |
| Digital-Relais          | DB0HRF     | 23 cm         | Standort: Aussichtsturm, D-STAR Digital Data                                                                                            |
| Digital-Relais          | DF0MOT     | 70 cm         | Standort: Aussichtsturm, APCO-P25-Standard                                                                                              |
| Digital-Relais          | DF0MOT     | 70 cm         | Standort: Aussichtsturm, DMR-Standard, DMR+-Netz                                                                                        |
| Digital-Relais          | DF0MOT     | 70 cm         | Standort: Aussichtsturm, DMR-Standard, Brandmeister-Netz                                                                                |
| Digital-Relais          | DB0HRF     | 70 cm         | Standort: Aussichtsturm, Yaesu Systemfusion (Continuous 4 level FM)                                                                     |

## Veränderungen in den letzten Jahren

### Analoges Radio
Der Militärfunkdienst AFRTS (Armed Forces Radio and Television Service), zu dem AFN TV und AFN Radio gehören, führte zum 10. Mai 2004, nachdem bisher keine RDS PS aufgeschaltet war, die Kennung 98.7___ ein. Am 29. Mai 2006 wurden alle UKW-Radioprogramme, die bis dahin vom Fernmeldeturm ausgestrahlt wurden, auf den hr-Rohrmast verlagert. Anfang April 2008 änderte AFRTS die RDS-PS-Kennung in AFNEAGLE.
| Frequenz (MHz) | Programm                  | ERP am Fernmeldeturm DTAG (kW) | ERP am hr-Rohrmast (kW) |
| -------------- | ------------------------- | ------------------------------ | ----------------------- |
| 105,9          | Hit Radio FFH             | 100                            | 100                     |
| 98,7           | AFN The Eagle Hessen/Z-98 | 60                             | 50                      |

Die anderen Parameter entsprechen der UKW-Tabelle, wobei die AFN-Frequenz im Januar 2017 an den Deutschlandfunk übergeben worden ist.

### Analoges Fernsehen
Vor dem Start von DVB-T liefen am Großen Feldberg bis zum 6. Dezember 2004 in analogem PAL die nachfolgenden Programme.
| Kanal | Frequenz (MHz) | Programm       | ERP (kW) | Antennendiagramm rund (ND)/ gerichtet (D) | Polarisation horizontal (H)/ vertikal (V) | Sendemast          |
| ----- | -------------- | -------------- | -------- | ----------------------------------------- | ----------------------------------------- | ------------------ |
| 8     | 196,25         | Das Erste (hr) | 100      | ND                                        | H                                         | hr-Rohrmast        |
| 34    | 575,25         | ZDF            | 500      | ND                                        | H                                         | Fernmeldeturm DTAG |
| 54    | 735,25         | hr-fernsehen   | 500      | ND                                        | H                                         | Fernmeldeturm DTAG |

### Digitales Fernsehen
Die DVB-T-Sendeantennen sind auf dem Großen Feldberg ausschließlich am hr-Rohrmast montiert.
Zum Start von DVB-T in Rhein-Main wurden am 4. Oktober 2004 Veränderungen in der Kanalverteilung vorgenommen. So wurde Kanal 57 in Aschaffenburg Gailbach (Stengerts) mit ProSieben (damals 200 W horizontale Rundstrahlung) eingestellt. Kanal 22 in Wiesbaden mit AFN Prime Atlantic (Hessen) wurde dort auf Kanal 42 verlegt und lief bis Anfang Juni 2008 unverändert mit 2 kW horizontaler Rundstrahlung. So konnten am 4. Oktober 2004 Kanal 22 (ZDFmobil Multiplex: ZDF, ZDFinfo mit 3sat, KiKA mit ZDFneo und dem mittlerweile eingestellten MHP-Dienst ZDFdigitext) und Kanal 57 (ARD Digital national/regional Multiplex: Das Erste (hr), dem damaligen Hessen Fernsehen, dem damaligen Südwest Fernsehen RP und Phoenix) bereits digital in Betrieb gehen. Die anderen Kanäle (8: Das Erste (hr), 34: ZDF und 54: Hessen Fernsehen) liefen bis zum 6. Dezember 2004 weiter analog. An diesem Tag kam dann auch Kanal 64 (Gemischt privat Rhein-Main Multiplex: rheinmaintv, Eurosport und die mittlerweile eingestellten terranova sowie tvnah) hinzu. In Rhein-Main hat man vertikale Polarisation zur Ausstrahlung von DVB-T gewählt um Zimmerantennenempfang zu begünstigen.
Am 29. Mai 2006 wurden im Zuge der Einführung von DVB-T in anderen Bereichen Hessens wiederum einige Veränderungen an der Kanalbelegung und den technischen Parametern der Sender in Rhein-Main vorgenommen. So wurde der Multiplex ARD Digital national (hr) von damals Kanal 8 auf Kanal 57 verschoben, da ein Band-III-VHF-Empfang in Zimmerantennengebieten mit den bei DVB-T-Receivern oft mitgelieferten Antennen nur sehr schlecht möglich ist. Diese Antennen sind meistens nur für den UHF-Band IV/V Empfang geeignet. Deshalb und aufgrund des Vorhabens der sporadischen Aufschaltung von Dolby-Digital-Inhalten hinter seinen Hauptprogrammen Das Erste (hr) und hr-Fernsehen, was mehr Bitrate benötigt, hat der hr entschieden, diese Programme in einen Multiplex auf einen Band-IV/V-UHF-Kanal zu legen und die Parameter des Band-III-VHF-Kanals 8 zugunsten eines stabileren Empfangsverhaltens durch Veränderung des Fehlerschutzes von 3/4 auf 2/3 anzupassen. Diese Anpassung führt zu einer niedrigeren Gesamtbitrate des Kanals 8, der bis zum 29. Mai 2006 eine Bitrate von 13,06 Mbit/s bot und heute nur noch 11,61 Mbit/s bietet. Deshalb hat man hier auf die Ausstrahlung des WDR Fernsehens zugunsten einer besseren Bildqualität bei den anderen Programmen verzichtet. Zugleich hat man hessenweit die vollständige Ausstrahlung des Programms EinsFestival, welches zuvor einen eigenen Programmplatz belegte, eingestellt. Nun teilt sich arte mit EinsFestival (mittlerweile in one umbenannt) einen Programmplatz. Die freigewordene Kapazität nutzt der hr für die zuvor erwähnten Dolby Digital Übertragungen. Ebenso soll die Einsparung eines Programmplatzes wiederum zu einer besseren Bildqualität bei den anderen Programmen im Multiplex des Kanals 57 führen.
Am 4. Dezember 2007 wurde der Multiplex ARD Digital national (hr) von Kanal 57 auf Kanal 37 verschoben. Dieser Kanal war zuvor am Donnersberg (Kirchheimbolanden) in der Pfalz in Betrieb und übertrug jahrzehntelang analog das Programm des ZDF. Auf Kanal 57 läuft nun der Multiplex ARD Digital national (SWR) auf dem Donnersberg.
Anfang Juni 2008 startete ein DVB-H-Test von Mobile 3.0 auf Kanal 42 vom Europaturm in Frankfurt. Daraufhin wurde AFN Prime Atlantic Hessen aus Wiesbaden von Kanal 42 (2 kW ND H) auf Kanal 29 verlegt und läuft jetzt nur noch mit 1 kW horizontaler Rundstrahlung. Aufgrund einer besseren Frequenzlage war zum Teil sogar ein besserer Empfang von AFN als zuvor möglich.
Am 15. Juli 2008 wurde die analoge terrestrische Ausstrahlung von AFN Prime Atlantic Hessen in ganz Hessen eingestellt. Der Kanal 29 in Wiesbaden ist seitdem außer Betrieb. 
Der DVB-H-Testlauf wurde im November 2008 beendet.
Nach langer Zeit wurde am 7. November 2008 im Gemischt privat Multiplex Rhein-Main auf Kanal 64 mit Bibel TV wieder ein viertes Programm aufgeschaltet.
Am 25. November 2008 wurde im Zuge der Aufschaltung von DVB-T am Pfaffenberg bei Aschaffenburg die Regionalversion Nord (Franken) beim Bayerischen Fernsehen für DVB-T im Rhein-Main-Gebiet aufgeschaltet. Zuvor war hier die Version Süd (Schwaben/Altbayern) aufgeschaltet. 
Am 27. Oktober 2010 wechselte der Gemischt privat Multiplex Rhein-Main von Kanal 64 auf Kanal 52. Seit der Frequenzauktion 2010 für LTE ist der Bereich über Kanal 60 für andere Dienste reserviert.

## Zukünftige Veränderungen
Nach Koordinierung und Einigung der Regional Radiocommunication Conference 2006 (RRC 06) sind für Hessen zukünftig nutzbare Kanäle international festgelegt worden. Die Entscheidungshoheit auf nationaler Ebene in Bezug auf die Kanalvergabe an die Programmanbieter liegt bei der Bundesnetzagentur (BNetzA), die theoretisch auch eine andere Aufteilung der verfügbaren Kanäle festlegen könnte.
Bei DAB ist ein Band-III-VHF-Kanal in vier Teile, auch vier Blöcke oder bei der Frequenzkoordinierung auch Four Layer genannt, aufgeteilt. Bei DVB-T ist ein Band-IV/V-UHF-Kanal (in Ausnahmen auch ein Band-III-VHF-Kanal) gleich einem Multiplex oder Bouquet. Hier wird bei der Frequenzkoordinierung der Kanal insgesamt als Layer bezeichnet.
Im Folgenden sind die Koordinierungen nach RRC-06 aufgeführt. Die Einträge, die den Großen Feldberg betreffen, sind hervorgehoben.

### DAB
| Block            | Layer       | Versorgungsgebiet |
| ---------------- | ----------- | ----------------- |
| 12C (in Betrieb) | VHF-Layer 1 | Hessen            |
| 11C              | VHF-Layer 2 | Hessen            |
| 06A              | VHF-Layer 3 | Südhessen         |
| 06C              | VHF-Layer 3 | Nordhessen        |
| 06D              | VHF-Layer 3 | Mittelhessen      |

### DAB/DVB-T
| Block | Layer       | Versorgungsgebiet |
| ----- | ----------- | ----------------- |
| 07A   | VHF-Layer 4 | Hessen            |
| 07B   | VHF-Layer 4 | Hessen            |
| 07C   | VHF-Layer 4 | Hessen            |
| 07D   | VHF-Layer 4 | Hessen            |

### DVB-H
Die DVB-H-Norm wurde für mobile Geräte mit kleinem Display geschaffen und bot ein sehr robustes Signal. Dienste, die hier übertragen werden sollten, sollten zum Teil frei verfügbar sein, zum Teil auch gegen Entgelt abonniert werden. Der Betrieb kam nicht über eine Testphase hinaus. Vorgesehen war, dass DVB-H idealerweise wie DVB-T von mehreren Standorten im Gleichwellenbetrieb verbreitet wird. Nach Planung der Hessischen Landesanstalt für privaten Rundfunk und neue Medien (LPR Hessen) war in Hessen ein DVB-H-Regelbetrieb in den nachfolgenden Bedeckungen – auch Versorgungsgebiete genannt – geplant. Die Tests unter dem Joint Venture Mobile 3.0 (MFD) wurden am 2. November 2008 beendet, die Lizenzen wurden anschließend zurückgegeben. Ein großflächiger Neustart des Systems unter einem neuen Betreiberkonsortium wurde nicht umgesetzt.
| Kanal | Layer       | Versorgungsgebiet     |
| ----- | ----------- | --------------------- |
| 28    | UHF-Layer 4 | Nordhessen            |
| 47    | UHF-Layer 6 | Mittelhessen          |
| 42    | UHF-Layer 6 | Rhein-Main, Südhessen |

### DVB-T
Die folgenden RRC-06-Zuordnungen sind in Hessen bereits in Betrieb (geordnet nach dem jeweiligen Multiplex).
| Kanal | Layer       | Multiplex                      | SFN                                                |
| ----- | ----------- | ------------------------------ | -------------------------------------------------- |
| 32    | UHF-Layer 5 | ARD Digital (hr)               | Essigberg, Hoher Meißner, Rimberg, Angelburg       |
| 37    | UHF-Layer 5 | ARD Digital (hr)               | Großer Feldberg, Europaturm, Hohe Wurzel, Würzberg |
| 55    | UHF-Layer 2 | ARD regional (hr) Nordhessen   | Essigberg, Hoher Meißner                           |
| 39    | UHF-Layer 2 | ARD regional (hr) Rhein-Main   | Großer Feldberg, Europaturm, Hohe Wurzel           |
| 35    | UHF-Layer 3 | ARD regional (hr) Osthessen    | Rimberg, Heidelstein (Zuteilung Nordhessen)        |
| 24    | UHF-Layer 2 | ARD regional (hr) Mittelhessen | Angelburg                                          |
| 42    | UHF-Layer 1 | ZDFmobil                       | Essigberg, Hoher Meißner                           |
| 22    | UHF-Layer 1 | ZDFmobil                       | Großer Feldberg, Europaturm, Hohe Wurzel, Rimberg  |
| 21    | UHF-Layer 1 | ZDFmobil                       | Würzberg, Königstuhl                               |
| 54    | UHF-Layer 2 | ProSiebenSat.1 Hessen          | Großer Feldberg, Europaturm, Hohe Wurzel           |
| 34    | UHF-Layer 4 | RTL-Group Hessen               | Großer Feldberg, Europaturm, Hohe Wurzel           |

Die in folgender Tabelle aufgestellten Zuordnungen sind noch frei.
| Kanal | Layer       | Versorgungsgebiet |
| ----- | ----------- | --- |
| 52    | UHF-Layer 6 | Nordhessen |
| 58    | UHF-Layer 4 | Mittelhessen |
| 59    | UHF-Layer 3 | Rhein-Main, Südhessen |
| 61    | UHF-Layer 7 | Nordhessen, Mittelhessen Seit der Frequenzauktion 2010 für LTE reserviert, siehe Digitale Dividende                       |
| 63    | UHF-Layer 7 | Rhein-Main, Südhessen (erst ab 2015 verfügbar) Seit der Frequenzauktion 2010 für LTE reserviert, siehe Digitale Dividende |

Die unten stehenden Kanäle entsprechen nicht der RRC-06-Zuordnung für das jeweilige Gebiet und können in die noch freien Zuordnungen umziehen.
| Kanal | Multiplex                   | SFN |
| ----- | --------------------------- | --- |
| 25    | ZDFmobil                    | Heidelstein |
| 45    | ZDFmobil                    | Angelburg |
| 43    | ARD Digital (hr)            | Heidelstein |
| 52    | Gemischt privat Rhein-Main  | Großer Feldberg, Europaturm, Hohe Wurzel Seit der Räumung von Kanal 64 im Rhein-Main Gebiet als Ersatz in Betrieb, eventuell dauerhafte Belegung und damit Abweichung vom Plan der RRC06. Darin ist diese Bedeckung Layer 2 in Nordhessen. |
| 53    | ARD regional (hr) Südhessen | Würzberg |